# João Rodrigues Fagundes
João Rodrigues Fagundes (2 de fevereiro de 1811 - Porto Alegre, 20 de abril de  1882)  foi um político brasileiro.
Filho de Joao Luís Rodrigues e Ana Maurícia Fagundes de Oliveira, casou-se com Rafaela de Paiva, mas o casal não teve filhos, adotando uma menina a quem chamaram Rafaela Fagundes. Teve uma filha, fora do casamento com Maria Emília de Alcântara Pinto, viúva de Clemente José Pinto, seu amigo, chamada Ana Emília Rodrigues Fagundes.
Cursou a Faculdade de Direito de São Paulo, graduando-se em 1836 , no mesmo ano foi eleito deputado provincial na 2ª Legislatura da Assembleia Legislativa Provincial do Rio Grande do Sul.
Em 1846, no centenário da câmara municipal de Porto Alegre, era vereador.
Foi provedor da Santa Casa de Misericórdia de Porto Alegre.